# Civita Castellana
Civita Castellana – miasto i gmina we Włoszech, w regionie Lacjum, w prowincji Viterbo.
Według danych na rok 2004 gminę zamieszkiwało 15 220 osób, 183,4 os./km².
W miejscowości znajduje się stacja kolejowa Civita Castellana-Magliano.